# イギリスの保守主義
イギリスの保守主義（Conservatism in the United Kingdom）では、イギリスの保守主義、保守運動、保守思想について解説する。

## 歴史

### エドマンド・バーク

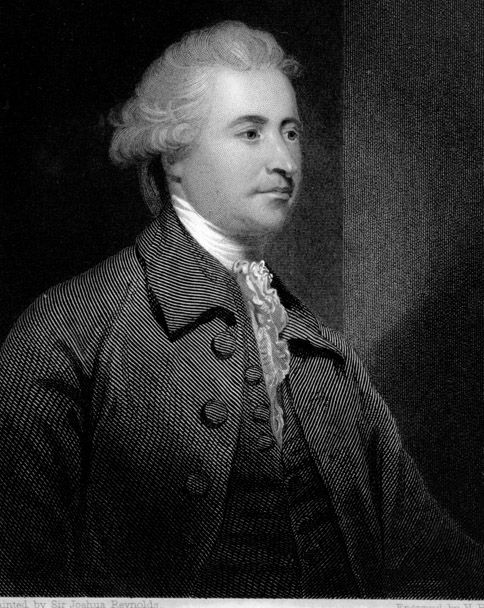
エドマンド・バーク

エドマンド・バークは、英語圏における近代イングランド保守主義の父とされることが多い。

バークはホイッグ党（Whig）の保守派に属していた。現在のイギリス保守党は、ホイッグ党と二大政党制を形成したトーリー党（Tory）の伝統を引き継ぐ政党であり、現在でもトーリー党と別称される。フィリップ・ノートン男爵は保守党について、以下のように評している。
かつてのトーリー党の後継者、そしてある程度の連続性がある（"the heir, and in some measure the continuation, of the old Tory Party"）
オーストラリアの学者グレン・ワーシングトン（ Glen Worthington）は、オーストラリア政治とバークについて、以下のように語っている。
エドモンド・バークやバークに近い思想を有するオーストラリア人にとって、保守主義の本質はその理論体系にあるのではなく、社会の信念と実践の中心と見なされる諸制度を維持しようとする気質にある。（"For Edmund Burke and Australians of a like mind, the essence of conservatism lies not in a body of theory, but in the disposition to maintain those institutions seen as central to the beliefs and practices of society."）

### トーリー党
イングランド、そして連邦法以後のイギリスの保守主義の旧来的なエスタブリッシュメントは、トーリー党（Tories）であった。トーリー党は、農村地主階級の利害を反映し、君主制、国教会、家族、私有財産といった制度を社会秩序の最良の防衛手段として擁護していた。産業革命の初期には、これらの防衛手段の毀損に完全に反対し、新興産業エリートは保守的な社会秩序に対する敵であると見なされていた。1846年コーン法（対輸入玉蜀黍関税）の廃止を機に、トーリー党は分裂した。19世紀末から20世紀初頭にかけての自由貿易の推進者たちは、「関税改革」（"tariff reform"）が新たな関税を生み出す結果となり、大きな前進を遂げることができなかった。伝統地主階級と実業家の連合が、新しい保守党（Conservative Party）を構成した。

## 政党
- 保守党
- イギリス独立党（UKIP）
- リフォームUK
- 民主統一党（北アイルランド）
- アルスター統一党（北アイルランド）